# 酒井忠稠
酒井 忠稠（さかい ただしげ）は、越前敦賀藩の初代藩主。忠稠系小浜藩酒井家別家初代。若狭小浜藩の第2代藩主・酒井忠直の次男。

## 生涯
承応2年（1653年）3月30日、江戸竜の口の小浜藩邸で生まれる。
天和2年（1682年）9月29日、父・忠直の死去で1万石を分与され、小浜藩の支藩である敦賀藩を立藩した。その後は大番頭などを歴任している。
宝永3年（1706年）6月3日、54歳で死去し、跡を子の忠菊が継いだ。墓所は谷中瑞輪寺。

## 系譜
父母
- 酒井忠直（父）
- 松平定頼の娘（母）

正室
- 萬 ー 土井利房の娘（正室）

子女
- 酒井忠菊（長男）生母は萬（正室）
- 酒井忠音（次男）生母は萬（正室）
- 酒井忠位（三男）
- 三浦便次室
- 加藤正甫の養女